# Carbonitrieren
Das Carbonitrieren ist eine besondere Art des Einsatzhärtens. Es wird meist bei geringen bis mittleren Einhärtungstiefen (CHD = Case Hardened Depth, alte Bezeichnung nach DIN 50190-1: Eht) angewandt. Neben Kohlenstoff wird gleichzeitig in geringeren Mengen Ammoniak in die Randschicht eindiffundiert. Ammoniak besteht aus Stickstoff und Wasserstoff. Der Stickstoff wirkt bei diesem Verfahren meist als Legierungselement in den Randbereichen des Werkstückes. Dadurch wird die Randhärtbarkeit verbessert und es ist daher möglich, billigere Stähle (z. B. unlegierte oder niedrig legierte Stähle, Automatenstähle und Tiefziehstähle) für eine Härtung zu verwenden. Bei Automatenstählen und Tiefziehstählen besteht jedoch aufgrund des höheren Mangangehaltes die Gefahr der Bildung von Restaustenit.
Das Carbonitrieren findet meist bei Temperaturen zwischen 750 und 930 °C statt.
Die dabei erzeugten Carbonitriertiefen liegen meist zwischen 0,06 und 0,60 mm Tiefe; diese hängt von der gewählten Temperatur ab: im oberen Bereich ist die Stickstoffaufnahme geringer als im unteren. Die Temperatur wird deshalb entsprechend der gewünschten Eigenschaft gewählt. Im oberen Bereich carbonitriert man, wenn man vor allem auf die Härte der Randschicht viel Wert legt, im unteren, wenn man bezüglich der Gebrauchseigenschaften eine hohe Anreicherung der Randschicht mit Stickstoff erzielen möchte. Es ist üblich, carbonitrierte Teile nach dem Abschrecken anzulassen. Dies geschieht bei unlegierten Stählen in der Regel bei 150 bis 180 °C und bei legierten Stählen bei 160 bis 200 °C.
Der Reibverschleisswiderstand und die Notlaufeigenschaften der mit Stickstoff angereicherten Randschicht sind besser und die Anlassbeständigkeit ist höher, als dies mit Einsatzhärten erreicht wird. Je höher der Stickstoffgehalt der Einsatzschicht ist, umso höher kann die Anlasstemperatur gewählt werden.
Nach DIN 8580 zählt Nitrieren zu den Fertigungsverfahren durch Stoffeigenschaftändern. Das Verfahren des Carbonitrierens zählt allerdings nicht zu den Nitrier-, sondern zu den Härteverfahren. Der Grund hierfür liegt darin, dass nur geringe Mengen Stickstoff in das Gefüge eindiffundiert und es dadurch keine verbindungsschichtbildende Wärmebehandlung ist.